# دوک‌کی (فلوریدا)
دوک‌کی (به انگلیسی: Duck Key) یک منطقهٔ مسکونی در ایالات متحده آمریکا است که در شهرستان مونرو، فلوریدا واقع شده‌است. دوک‌کی ۲٫۳ کیلومتر مربع مساحت و ۴۴۳ نفر جمعیت دارد و ۱ متر بالاتر از سطح دریا قرار دارد.